# Oscar Bergendahl
Oscar Bergendahl (Kungsbacka, 8 de marzo de 1995) es un jugador de balonmano sueco que juega de pívot en el SC Magdeburg. Es internacional con la selección de balonmano de Suecia.
Su primer gran campeonato con la selección fue el Campeonato Mundial de Balonmano Masculino de 2021, donde su selección consiguió la medalla de plata.

## Palmarés

### Selección nacional
| Campeonato Mundial | Campeonato Mundial   | Campeonato Mundial | Campeonato Mundial |
| Año                | Lugar                | Medalla            |                    |
| ------------------ | -------------------- | ------------------ | ------------------ |
| 2021               | Egipto               | Medalla de plata   |                    |
| Campeonato Europeo |                      |                    |                    |
| Año                | Lugar                | Medalla            |                    |
| 2022               | Hungría y Eslovaquia | Medalla de oro     |                    |
| 2024               | Alemania             | Medalla de bronce  |                    |

### Alingsås HK
- Liga sueca de balonmano masculino (1): 2014

### GOG Gudme
- Copa de Dinamarca de balonmano (1): 2019
- Liga danesa de balonmano (1): 2022

### SC Magdeburg
- Liga de Campeones de la EHF (2): 2023, 2025
- Campeonato Mundial de Clubes de Balonmano (1): 2023
- Liga de Alemania de balonmano (1): 2024
- Copa de Alemania de balonmano (1): 2024

## Clubes
| Club               | País      | Año         |
| ------------------ | --------- | ----------- |
| Alingsås HK        | Suecia    | 2013 - 2018 |
| GOG Gudme          | Dinamarca | 2018 - 2022 |
| TVB 1898 Stuttgart | Alemania  | 2022 - 2023 |
| SC Magdeburg       | Alemania  | 2023 - Act. |